# 梶哲夫
梶 哲夫（かじ てつお、1925年（大正14年）8月2日 - ）は、日本の教育学者。筑波大学名誉教授。社会科教育学専攻。
東京府東京市浅草区田町生まれ。1945年東京高等師範学校卒業、同年4月東京文理科大学倫理学科に入るが、5月に陸軍特別甲種幹部候補生となり、前橋陸軍士官予備学校の士官候補生で敗戦を迎える。1948年、東京文理科大学卒業、副手、東京教育大学助手。1952年、同附属中学高校教諭。1966年、文部省初等中等教科調査官。1972年、東京教育大学助教授、1974年同教授。1976年、筑波大学教授。1989年定年退官、名誉教授。

## 著書
- 『政治と世界平和』向上社　中学の社会科学習叢書、1953
- 『ひとりで学べる中学生の社会科の先生 政治・経済・社会』昇龍堂出版、1955
- 『中等・社会科教育の研究 4 公民教育・「現代社会」「倫理」「政治・経済」の教育』改訂増補版　高陵社書店、1980

### 共編著
- 『社会科の急所』谷口五男共著 小学館 高校受験必勝シリーズ、1952
- 『中学社会 高校受験』山本幸雄共著 三省堂出版 高校受験シリーズ、1953
- 『受験対策社会』渡辺昌、増田信共編 清水書院 大学入試要点シリーズ、1956
- 『中学生の政治・経済・社会 まとめと問題』編 昇竜堂出版、1956
- 『基本学習 重要ノート問題解決 中学政治・経済・社会 3年』渡辺昌夫共著 昇龍堂出版、1966
- 『中等・社会科教育の研究』宮原兎一、中川浩一共著 高陵社書店、1967
- 『中学校新指導要領の指導事例 [5-7]　社会科編』榊原康男、平田嘉三共編 明治図書出版、1971
- 『公害問題と環境教育にどう取り組むか 社会科を中心に』加藤章、寺沢正己共編 明治図書出版、1973
- 『中学校社会科指導細案 公民的分野』編 明治図書出版 新学習指導要領細案化シリーズ、1974
- 『小・中・高校社会科教材の精選と系統化』朝倉隆太郎、平田嘉三共編 明治図書出版 社会科教育全書、1975
- 『教育学研究全集 11 現代社会によりよく生きる教育』編著 第一法規出版、1976
- 『小学社会指導のコツ』上山英昭共編著 学陽書房、1981
- 『新社会科の単元構成と展開 中学3年』小林信郎共編 明治図書出版、1981
- 『「現代社会」の単元構成と展開 高校新社会科の単元構成と展開』小林信郎共編 明治図書出版、1983

### 記念論集
- 『社会科教育40年 課題と展望』梶哲夫先生・横山十四男先生退官記念出版会編 明治図書出版、1989